# Smack That
Smack That er en single af Akon og Eminem. I musikvideoen kan man blandt andet se Eminem bære en t-shirt med et P på – hvilket er for at hædre Eminems afdøde kammerat Proof.
Sangen blev nomineret til en Grammy Award for Best Rap/Sung Collaboration ved den 49. grammy-uddeling.

## Musikvideo
Sangens musikvideo er en form for genindspilning af filmen 48 Hours. Den viser Akon som en straffefange i et fængsel, som er sluppet ud af fængslet ved hjælp fra en politibetjent, Jack Cates (spillet af Eric Roberts), som er på udkig efter et vidne. Akon er løsladt i 24 timer for at kunne gøre hvad han vil, så længe han kan finde det kvindelige vidne. Han får et billede af hende og følger ledetråden af at hans vidne er i en natklub. Mens han er i klubben, møder Akon med kollega rapper og vennen Eminem. Akon finder det kvindelige vidne og undslipper fra natklubben uden Jack Cates. Dette er den første video, hvor man kan se Eminem med hans dengang nye tatovering 'PROOF' på hans venstre arm, som er dedikeret til hans faldne ven, Deshaun Dupree Holton (Proof). Videoen har også en cameo af Lil Fizz af B2K, Layzie Bone fra Bone Thugs-n-Harmony og Kendra Wilkinson.

## Hitliste
| Hitliste (2006)                                  | Højeste Placering |
| ------------------------------------------------ | ----------------- |
| Australien (ARIA)                                | 2                 |
| Østrig (Ö3 Austria Top 40)                       | 9                 |
| Belgien (Ultratop 50 Flanderen)                  | 3                 |
| Belgien (Ultratop 50 Vallonien)                  | 1                 |
| Tjekkiet (Rádio Top 100)                         | 1                 |
| Danmark (Track Top-40)                           | 14                |
| Europa (European Hot 100 Singles)                | 1                 |
| Finland (Suomen virallinen lista)                | 3                 |
| Frankrig (SNEP)                                  | 4                 |
| Tyskland (Official German Charts)                | 5                 |
| Ungarn (Rádiós Top 40)                           | 1                 |
| Ungarn (Dance Top 40)                            | 1                 |
| Ungarn (Single Top 40)                           | 1                 |
| Irland (IRMA)                                    | 1                 |
| Italien (FIMI)                                   | 30                |
| Holland (Single Top 100)                         | 6                 |
| New Zealand (RIANZ)                              | 1                 |
| Norge (VG-lista)                                 | 1                 |
| Slovakiet (Rádio Top 100)                        | 1                 |
| Sverige (Sverigetopplistan)                      | 3                 |
| Schweiz (Schweizer Hitparade)                    | 3                 |
| Storbritannien Singles (Official Charts Company) | 1                 |
| USA Billboard Hot 100                            | 2                 |
| USA Hot R&B/Hip-Hop Songs (Billboard)            | 1                 |
| USA Mainstream Top 40 (Billboard)                | 1                 |
| USA Hot Latin Songs (Billboard)                  | 1                 |